# Knolgewas
Een knolgewas is een gewas dat omwille van de knol geteeld wordt. De knol is het opgezwollen deel van de stengel of het hypocotyl (stengeldeel onder de zaadlobben). Tot de knolgewassen behoren verschillende groentesoorten, waarvan de knollen als voedingsrijke opslagorganen dienen en daardoor voor de consumptie geschikt zijn. Ze worden in de land- en tuinbouw verbouwd. Enkele voorbeelden van knolgewassen:
- Verdikte stengel
  - Aardappel
- Verdikt hypocotyl
  - Koolrabi
  - Knolraap
  - Radijs
- Verdikt hypocotyl en wortel
  - Daikon
  - Rammenas (voor het grootste gedeelte een wortelknol)